# 托里莱
托里莱（義大利語：Torrile），是意大利帕尔马省的一个市镇。总面积37平方公里，人口7720人，人口密度208.6人/平方公里（2009年）。ISTAT代码为034041。